# Lola Artôt de Padilla
Lola Artôt de Padilla (Sèvres, 5 d'octubre de 1876 - Berlín, 12 d'abril de 1933) fou una soprano francesa, famosa a Alemanya, on va cantar principalment.
Nascuda Dolores Padilla, era filla de la soprano i mezzosoprano Désirée Artôt (1835-1907) i del baríton Mariano Padilla i Ramos (1843-1906). Els seus pares es van casar el 1868, quan ella estava formalment promesa a Piotr Ilitx Txaikovski. La seva padrina va ser la cantant d'òpera Pauline Viardot (1821-1910), mestra de cant de la seva mare. Lola va exhibir la seva habilitat vocal a una edat primerenca, però no posseïa el temperament ardent de la seva mare.
La seva mare va ser la seva única mestra de cant. Va fer el seu debut no oficial a París i el seu debut oficial al Hoftheater Wiesbaden, el 1902, en el paper principal de l'òpera còmica Mignon de'Ambroise Thomas. Des de 1905 fins a 1908 va cantar en l'Òpera Còmica de Berlín. El 1907 va ser la primera a cantar la part de Vreli en l'òpera A Village Romeo and Juliet de Frederick Delius.
També va ser la primera a cantar les òperes Turandot, de Busoni, i Der Rosenkavalier, de Richard Strauss (per Straus, Lola va ser la que millor va interpretar el paper d'Octavian), la Compositora en Ariadne auf Naxos de Strauss, i la filla del posadero en l'òpera Els fills del rei d'Engelbert Humperdinck (estrenada el 14 de gener de 1911).
Des de 1909 fins a 1927 va treballar en el Berliner Hofoper (Òpera Imperial). També va actuar en altres ciutats d'Alemanya i als Països Baixos, París, Escandinàvia i Polònia. Famosa pels seus papers en les òperes Les noces de Figaro, Don Giovanni, La núvia venuda, Werther, Un ball de màscares, etc.
La temporada 1926-1927 va cantar al Gran Teatre del Liceu de Barcelona.
Després de deixar l'escenari va continuar vivint a Berlín, on va treballar com a professora de cant. Entre les seves alumnes hi ha haver Rosa Olitzka (1873-1949). Va morir a Berlín, on està inhumada, el 1933.